# Етторе Ксіменес
Етторе Ксіменес (італ. Ettore Ximenes; 1855—1926) — італійський скульптор та художник.

## Ранні роки
Народився у місті Палермо. Батьки — шляхетна пані Джулія Толентино та Антоніо Ксіменес. Етторе планував займатися літературою, але почав займатися скульптурою і почав відвідувати курси в Художній академії Палермо, бо виготовлення скульптур обіцяло великі прибутки. 1872 року він прибув у Неаполь, де продовжив опанування мистецтва в тамтешній художній академії. Його керівники в Неаполі — Станіслао Ліста та Доменіко Мореллі. Серед знайомих цього періоду Вінченцо Джеміто, скульптор.

## Грант на чотири роки
1874 року Етторе Ксіменес повернувся у Палермо, де брав участь у мистецькому конкурсі. Отримав перемогу і грант на чотири роки для стажування у галузі скульптури у місті Флоренція. Згодом він відкрив у Флоренції власну майстерню. Найбільш вдалим твором цього періоду тала скульптура «Рівновага», що подала гімнаста на сфері, котрий намагався утримати рівновагу. Аби заробити, Етторе Ксіменес з 1877 року почав виготовляти копії скульптури «Рівновага» у мармурі та у бронзі.

## Сюжети з сентиментальністю
Якщо скульптура гімнаста на сфері мала безсюжетний характер, то «Христос і грішниця» експлуатувала давній біблійний сюжет. Пошуки багатих замовників з королівського двору Італії провокувала скульптура «Милосердне серце короля», котрий нічого не робив для зменшення бідноти в Італійському королівстві, але під час полювання давав дрібну милостиню селянським дітям.

## Відвідини Парижа
1880 року Етторе Ксіменес перебрався у Париж, де роздивлявся, як працюють скульптори Франції. Ставлення до митців у Франції було дещо відмінним від італійського. Низка митців Франції, твори котрих укладались у вимоги офіційного і салонного мистецтва, перебували в статусі чиновництва. Паралельно існувало мало визнане і новітнє мистецтво реалістів, пейзажистів, імпресіоністів, а згодом і мистецтво авангардистів. У Етторе Ксіменеса була чудова нагода познайомитися як з готовими зразками скульптури Франції 19 ст., так і познайомитися з живими тоді французькими скульпторами, серед котрих були Жан Батіст Карпо та Огюст Роден.
Він повернувся до королівства Італія, де отримав посаду в управлінні Державного інституту мистецтв в місті Урбіно і сам став чиновником (1884—1895 рр).
Був двічі одружений.

## Творчо плідний період

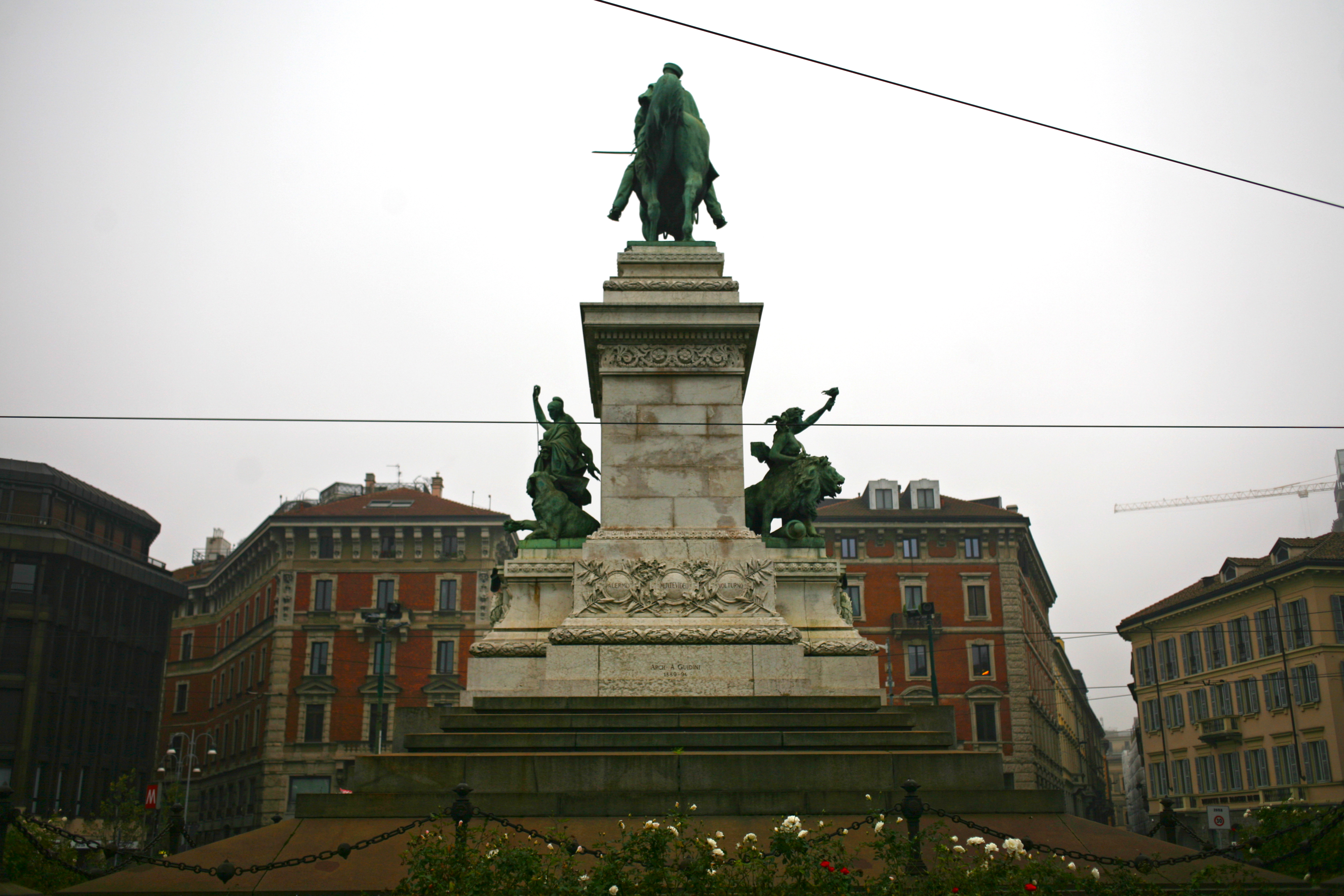
Етторе Ксіменес. Монумент Джузеппе Гарібальді з алегоріями на постаменті, Мілан.

В Італії у нього розпочався творчо плідний період. Його творчість розділилась на твори офіциозні й пафосні, та на твори реалістичні, зокрема надгробки й меморіальну пластику.
До офіційних замов належали і монумент міністру внутрішніх справ Російської імперії П. А. Столипіну, убитому в Києві. Замовним був і монумент царю Олександру ІІ, виконаний з холодною помпою (цар у повний зріст, а два крила прикрашені додатковими сульптурними композиціями).
Більше почуття і довершеності мали монументи поету Данте (США, Вашингтон), меморіал полеглим воякам у місті Аквілея. Схвильованість і академічного смаку краса притаманна бічним фігурам на постаменті кінного монумента Джузеппе Гарібальді для міста Мілан. Звідси тиражовані для монументів леви і алегоричні, напівоголені фігури красунь зі смолоскипами.

## Монумент Джузеппе Верді

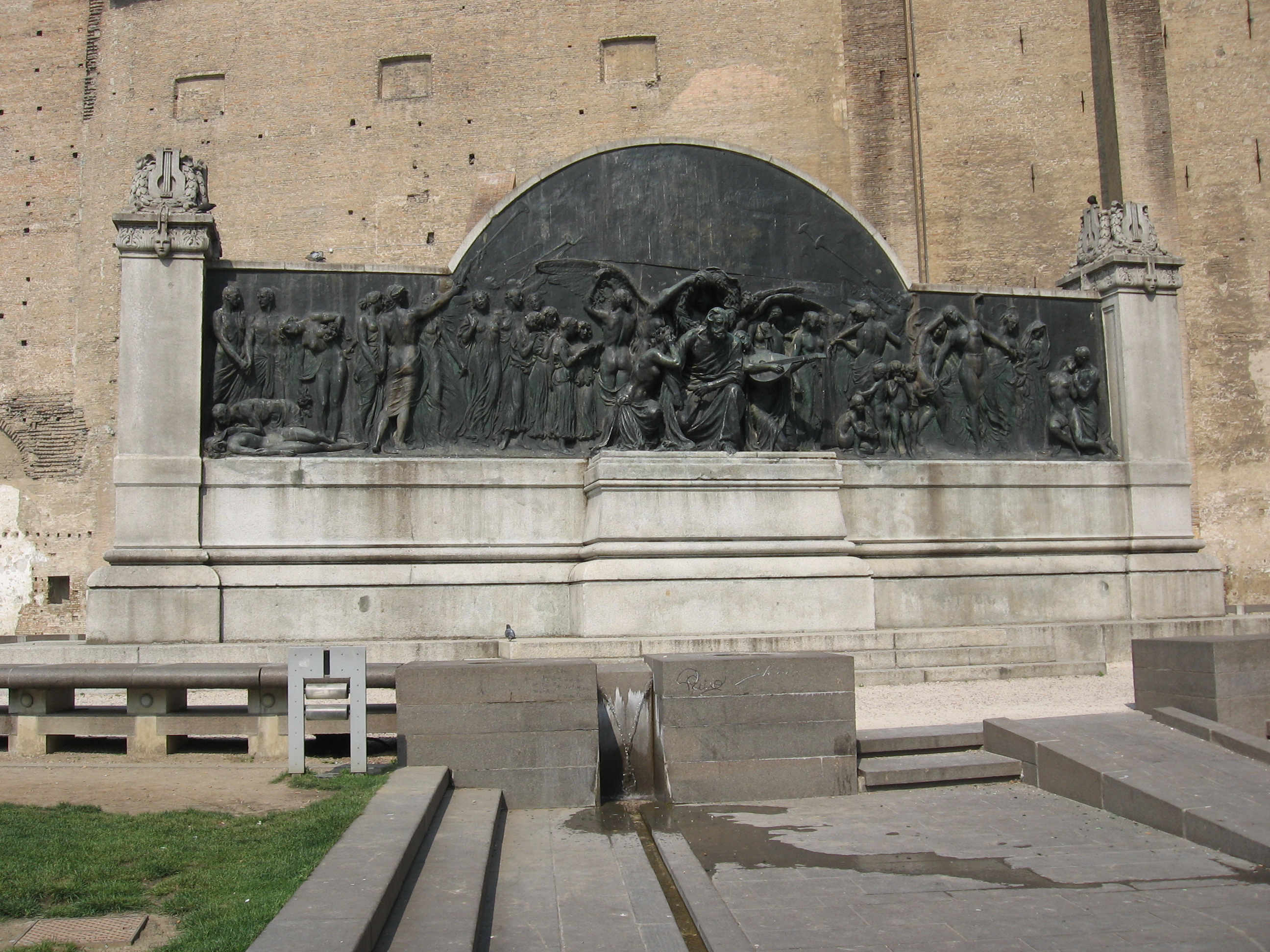
Етторе Ксіменес. Монумент Джузеппе Верді, Парма. Збережена частина колишнього монумента.

З нагоди 100-річчя з дня народження композитора Джузеппе Верді у місті Парма розпочались приготування для створення йому монумента. Проект отримав грандіозний характер, бо напланували створити розкішну П-подібну мармурову галерею, у дворику котрої розмістили окрему композицію в подобі вівтаря з рельєфом, де Верді перебуває в оточенні уособлень натхнення, музики, творчості, життя і смерті. Надзвичайно пишний монумент небаченого розміру відтворили на вокзальній площі Парми.
Під час бомбардувань залізниці у 1944 році мармурова галерея була пошкоджена і монумент втратив цілісність. В місті відбулись гарячі суперечки щодо подальшої долі поруйнованого монумента. Дійшли висновку, що монумент перенесуть з привокзальної площі до площі Миру, але тільки одну її частину, схожу на вівтар. Вивільнену площу віддали під забудову нових будинків. Окремий уламок колишнього монументу і тепер височить на площі Миру на тлі старовинної споруди падаццо дель Пілота далеко від вокзалу.

## Смерть
Помер у Римі. Поховання відбулося в родинному склепі на кладовищі Верано.

## Обрані твори

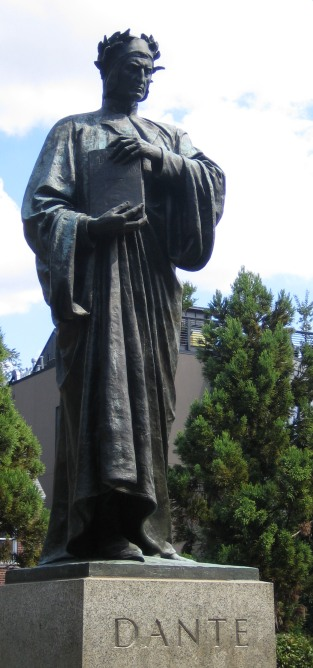
Етторе Ксіменес. Монумент поету Данте, Вашингтон, Сполучені Штати

- Алегорічна скульптура «Республіка Аргентина», 1900 р.
- «Монумент полеглим солдатам». Аквілея, Італія
- «Монумент Джузеппе Гарібальді» для міста Пезаро
- «Христофор Колумб»
- Мавзолей Мануеля Бельграно, полководця, автора прапора незалежної Аргентини
- Кінний монумент Джузеппе Гарібльді, Мілан, 1894 р.
- Монумент Джованні да Вераццано, італійському мореплавцю 16 ст., Нью-Йорк, Сполучені Штати
- Монумент Данте Аліг'єрі. Вашингтон, Сполучені Штати
- Монумент прем'єр-міністру Петру Столипіну, Київ, (знищений)
- Монумент російському імператору Олександру ІІ, Київ, (знищений)
- «Монумент незалежності», Сан-Паулу. Бразилія
- Погруддя «Карлос де Кампос», адвокат, політик
- Погруддя «Альтіно Арантес»
- Погруддя «Вісенте де Карвальйо»
- Погруддя «Автопортрет», 1915 р.

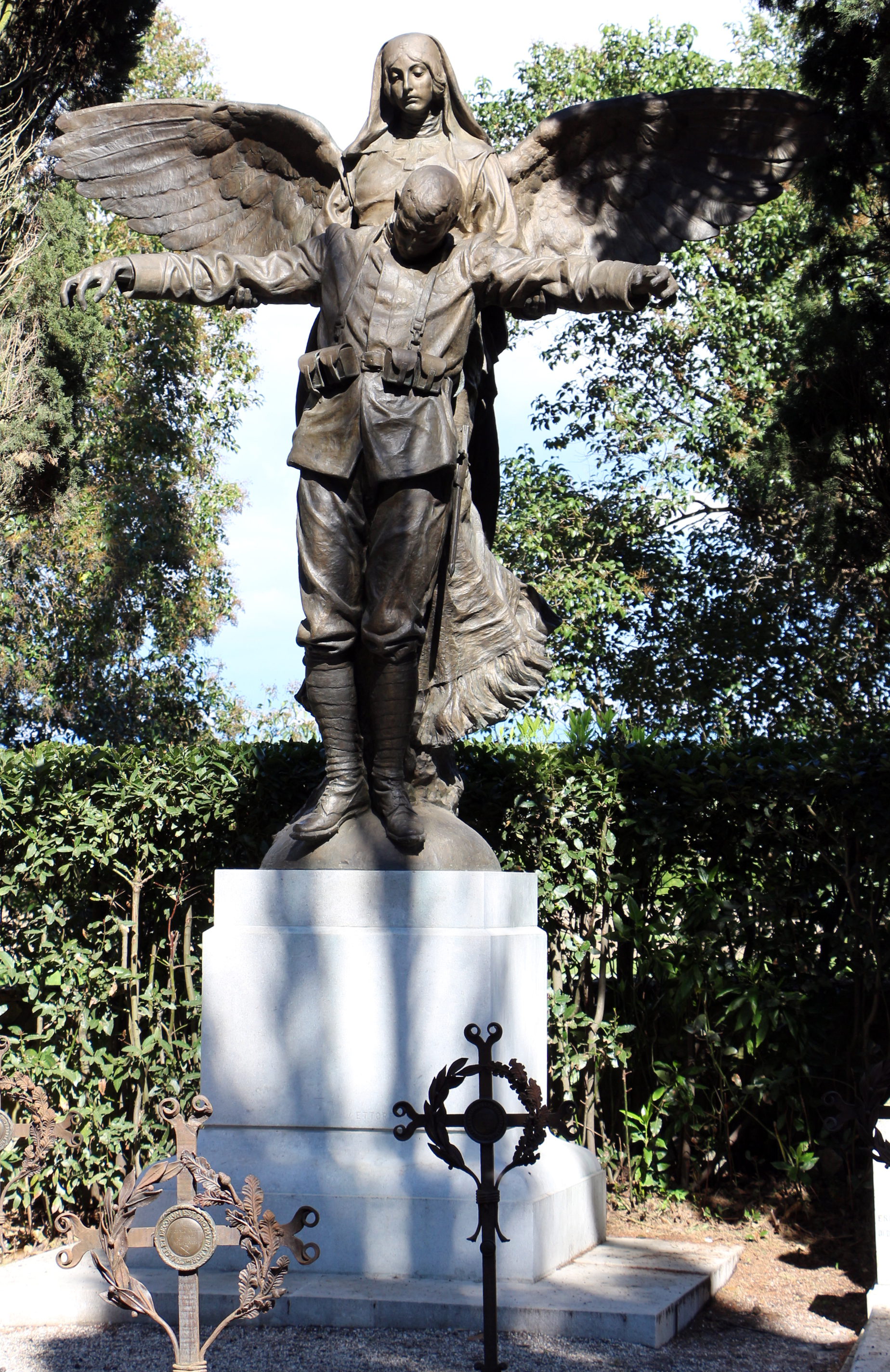
Етторе Ксіменес. «Монумент полеглим солдатам». Аквілея, Італія
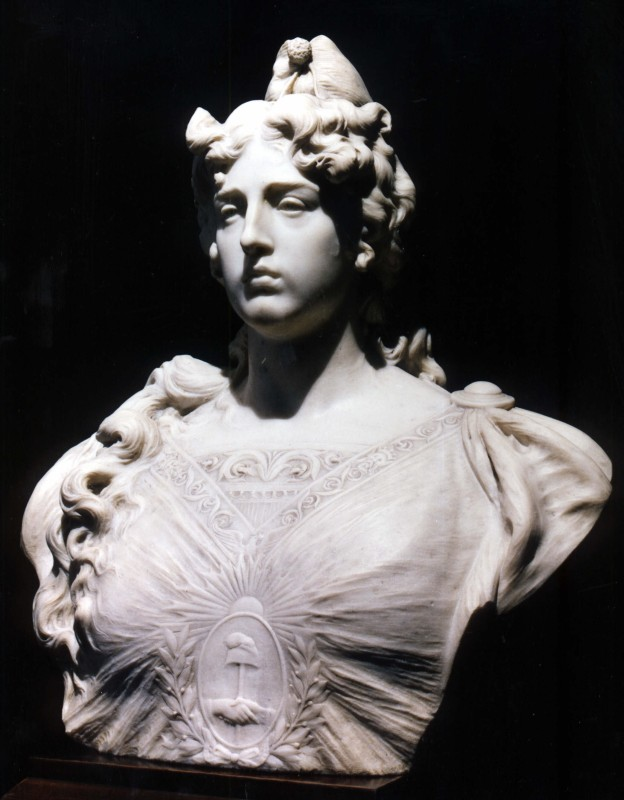
Етторе Ксіменес. Алегорічна скульптура «Республіка Аргентина», 1900 р.
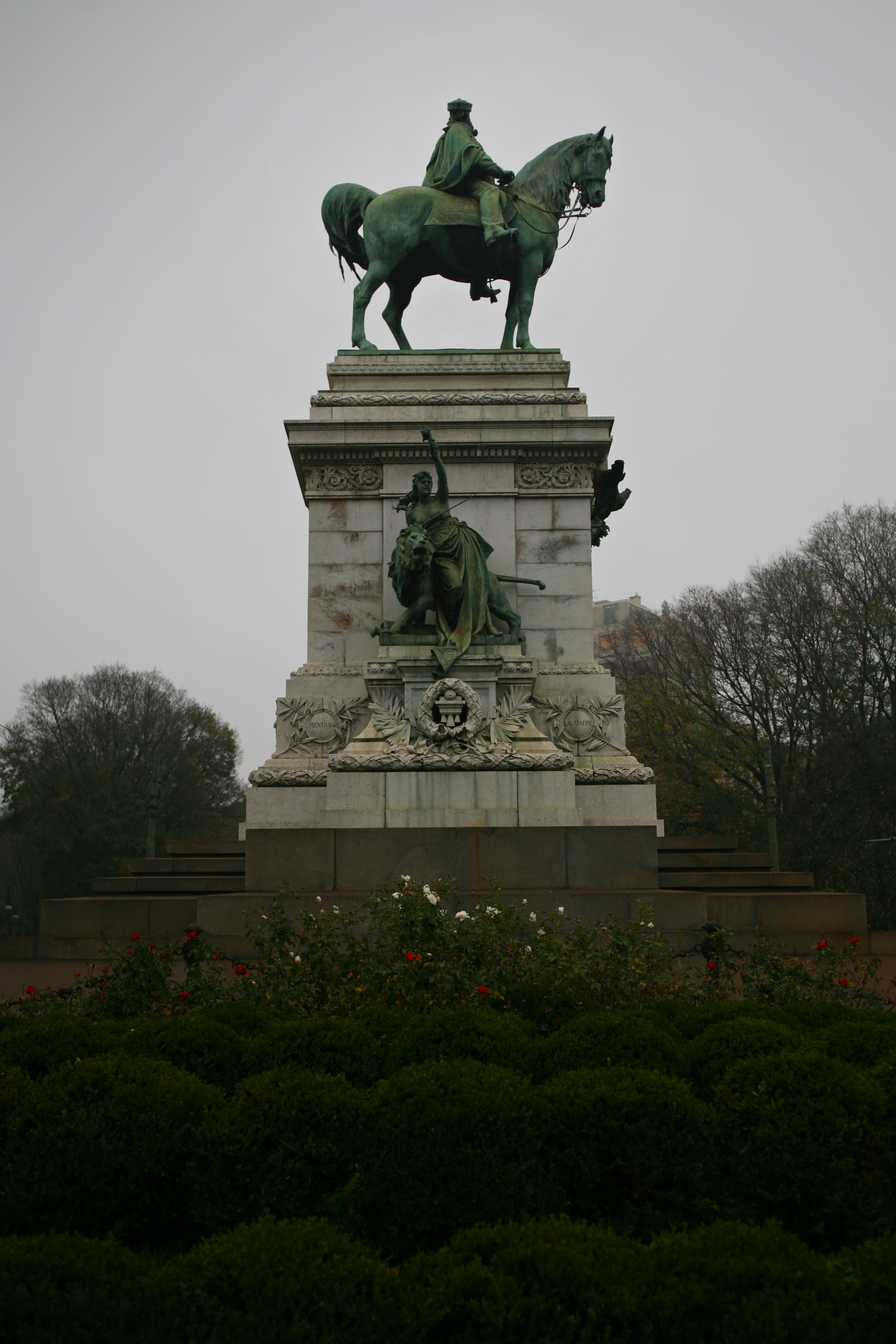
Етторе Ксіменес. Кінний монумент Джузеппе Гарібальді, Мілан, 1894 р.
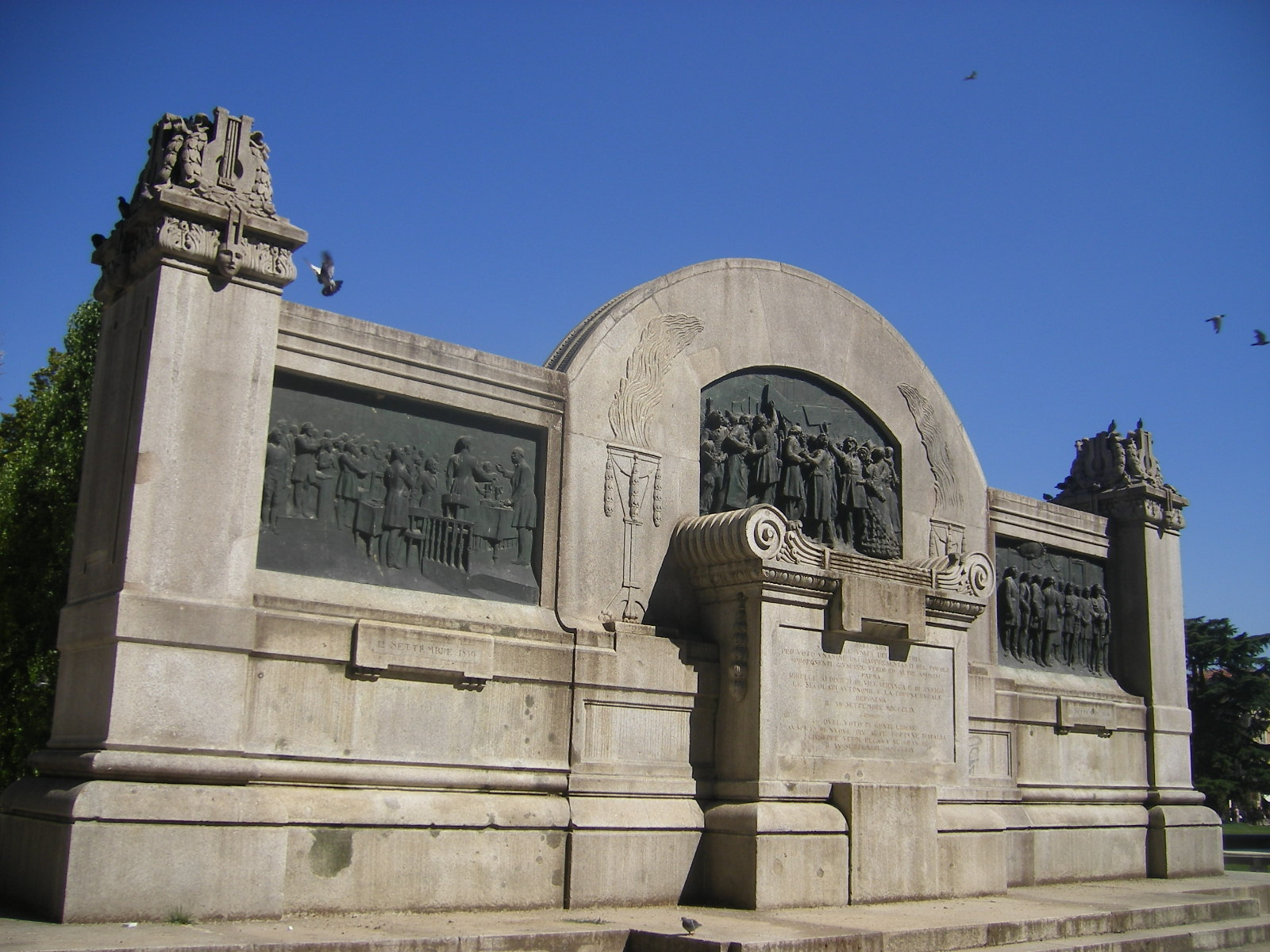
Етторе Ксіменес. Монумент композитору Джузеппе Верді, Парма.
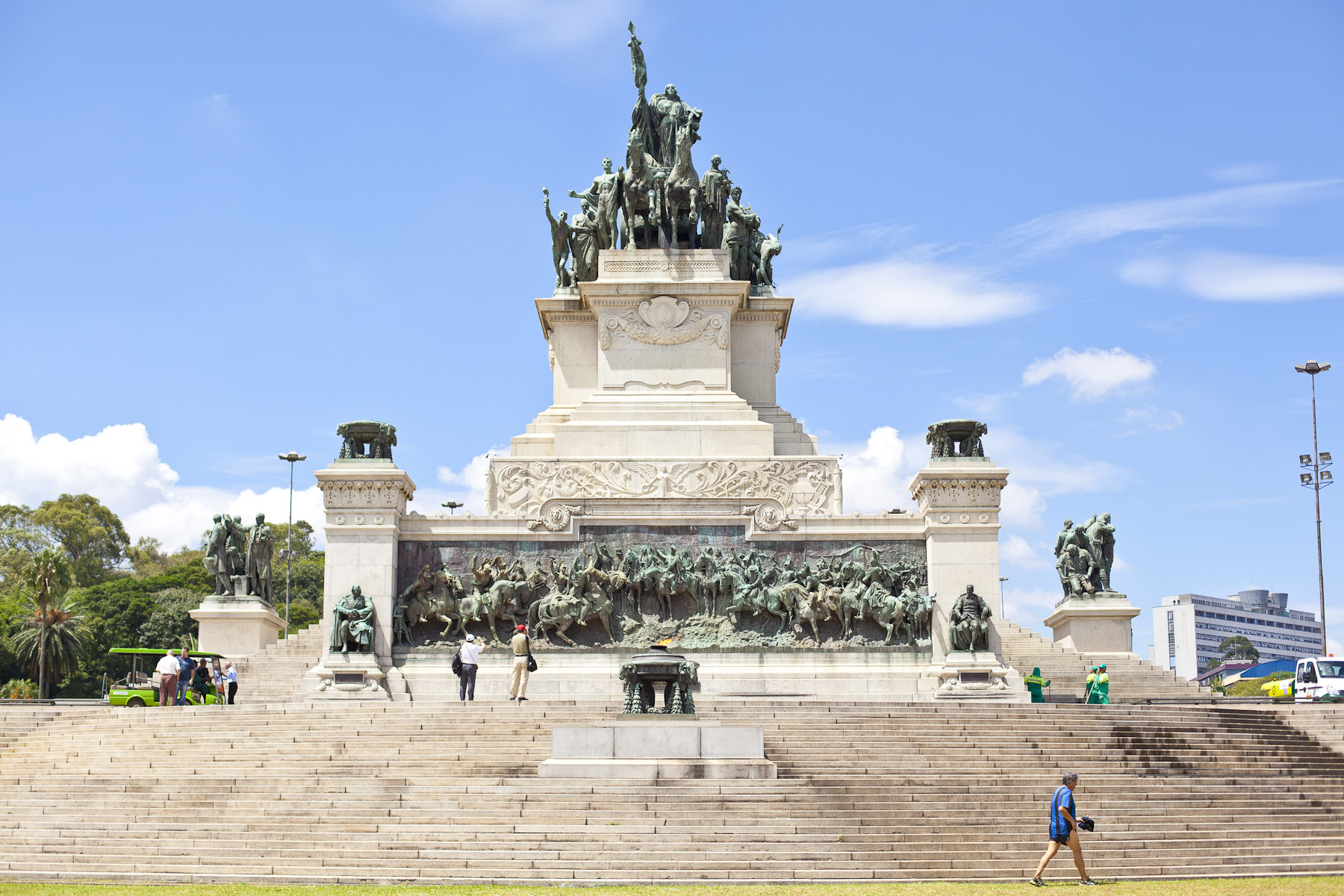
Етторе Ксіменес. «Монумент незалежності», Сан-Паулу. Бразилія

## Роботи

### Україна

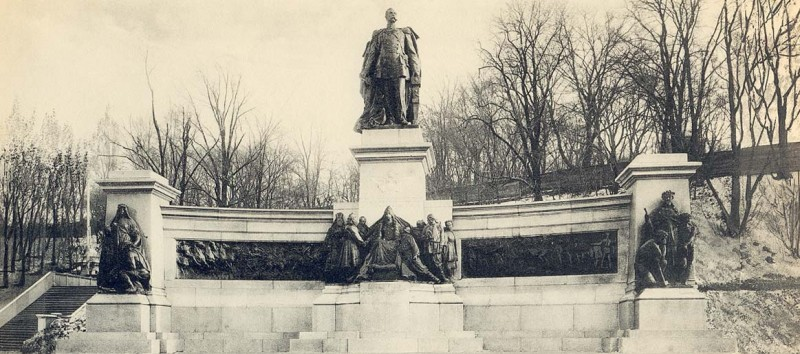
Олександр ІІ, 1911
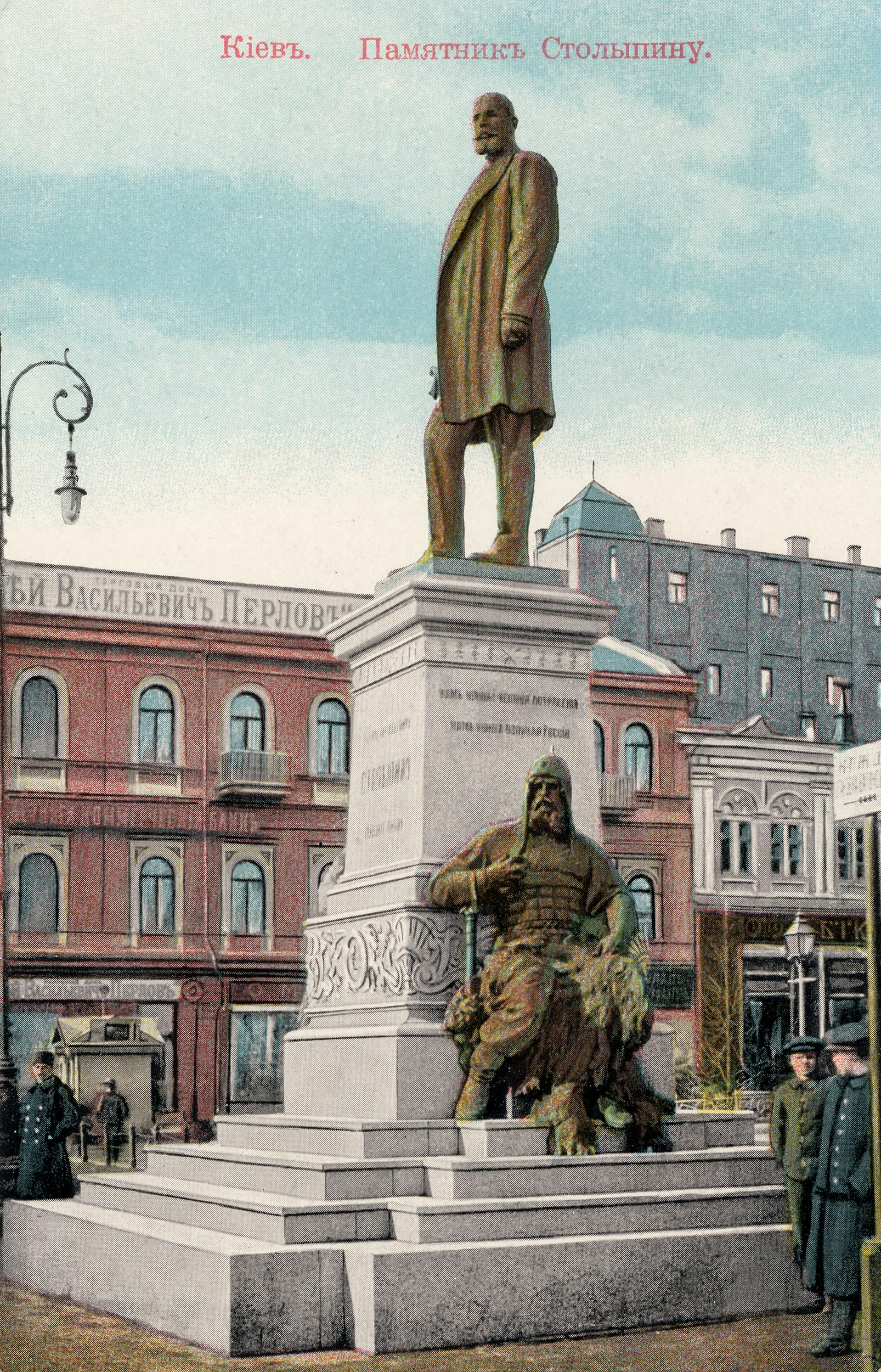
Петро Столипін, 1913